# 刘显宜
刘显宜（1903年—1976年9月30日），湖南耒阳人，中国人民解放军将领、中国人民解放军开国少将。
曾任中国人民解放军总后勤部运输部副部长。1955年，授予中国人民解放军少将。1976年去世。